# Мамут-Бай
Мамут-Бай (крим. Mamut Bay, з 1948 по 2023 рік — Фурма́нове) — село Євпаторійського району Автономної Республіки Крим.
У 2015 році село було внесено до переліку населених пунктів, які потрібно перейменувати згідно із законом «Про засудження комуністичного та націонал-соціалістичного (нацистського) тоталітарних режимів в Україні та заборону пропаганди їхньої символіки».
12 травня 2016 року постановою Верховної Ради України № 1352-VIII селу повернуто назву Мамут-Бай відповідно до вимог закону «Про засудження комуністичного та націонал-соціалістичного (нацистського) тоталітарних режимів в Україні та заборону пропаганди їхньої символіки». Постанова набрала чинности у 2023 році.

## Населення
Згідно з переписом УРСР 1989 року чисельність наявного населення села становила 52 особи, з яких 24 чоловіки та 28 жінок.
За переписом населення України 2001 року в селі мешкало 129 осіб.

### Мова
Розподіл населення за рідною мовою за даними перепису 2001 року:
| Мова              | Відсоток |
| ----------------- | -------- |
| кримськотатарська | 58,14 %  |
| російська         | 32,56 %  |
| українська        | 8,53 %   |
| вірменська        | 0,78 %   |